# 富山県道67号宇奈月大沢野線

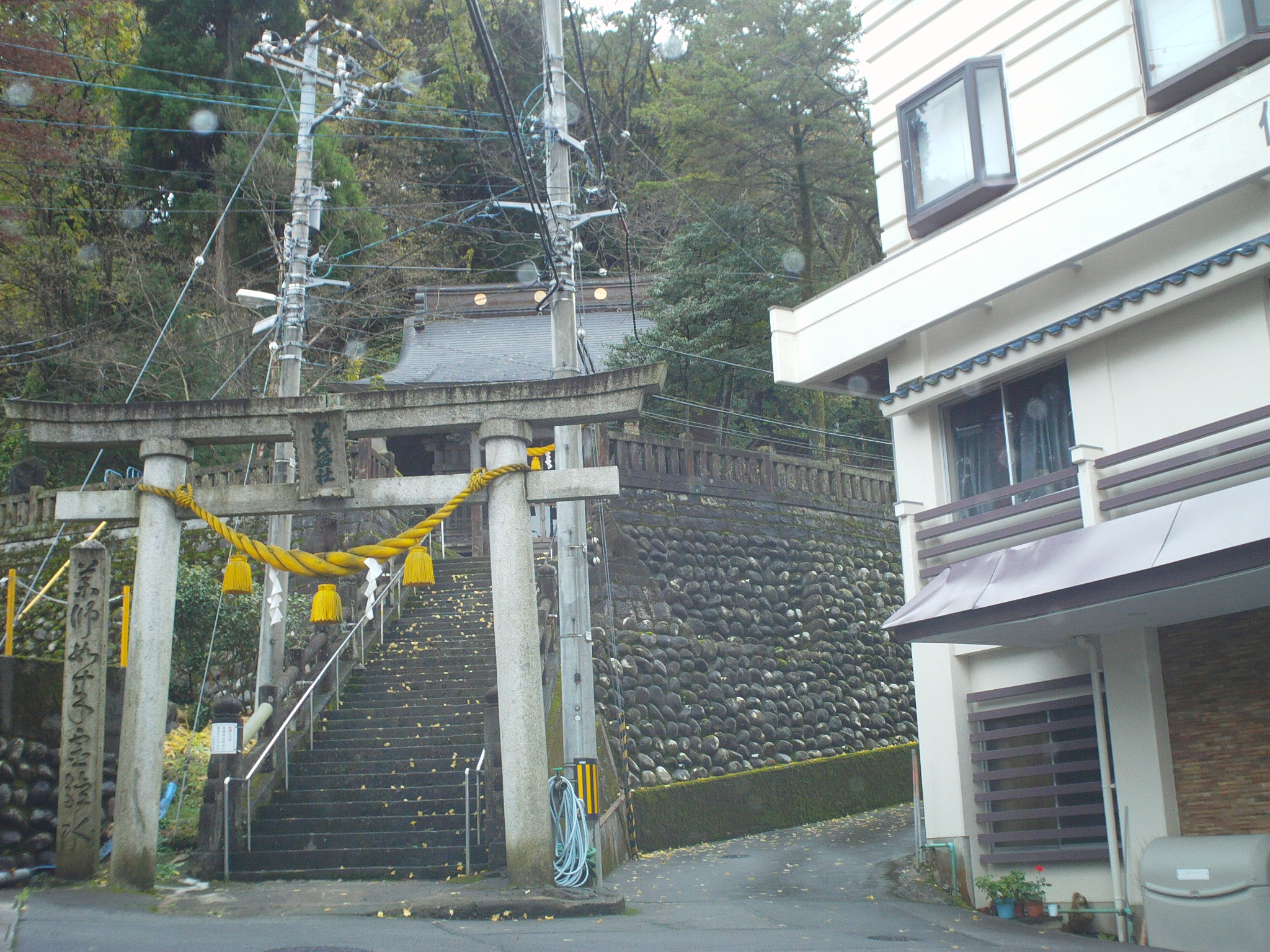
富山県魚津市、北山鉱泉にて（中央奥が県道、2011年11月）

富山県道67号宇奈月大沢野線（とやまけんどう67ごう うなづきおおさわのせん）は、富山県黒部市宇奈月町下立字上山から富山県富山市笹津字上平割に至る主要地方道（富山県道）である。

## 概要
黒部市宇奈月町にある愛本トンネル西側の富山県道13号朝日宇奈月線交点から富山市笹津の国道41号交点までを結ぶ。
富山県東南部の山麓沿いに点在する観光拠点を結ぶ重要な幹線道路という名目があるものの、実際には黒部市宇奈月町から富山市大沢野地域までの山間部にある狭隘路をつぎはぎ足しただけの形となっている。この他にも黒部市、上市町、立山町でそれぞれ県道指定されていない区間が存在するため、起点から終点まで通して通行することができない。
なお、北陸新幹線黒部宇奈月温泉駅へのアクセス道路として魚津市青柳から魚津市大海寺野までの区間にバイパスを建設している。

### 路線データ
- 陸上距離：62.023 km
- 起点：富山県黒部市宇奈月町下立字上山（富山県道13号朝日宇奈月線交点）
- 終点：富山県富山市笹津字上平割（国道41号交点）

## 歴史
- 1993年（平成5年）5月11日 - 建設省（現・国土交通省）から、主要県道宇奈月大沢野線が宇奈月大沢野線として主要地方道に指定される[2]。
- 1994年（平成6年）4月1日 - 富山県が路線認定。
- 1999年（平成11年）11月27日 - 立山大橋が竣工[3]。
- 2013年（平成25年）11月19日 - バイパスの魚津市青柳 - 同市袋間が開通[4]。
- 2021年（令和3年）10月28日 - バイパスの魚津市袋 - 同市石垣新 (0.7 km) 間が開通[5]。

## 路線状況

### 橋・トンネル
- 天神山トンネル（魚津市小川寺 - 青柳）
- 片貝清流橋（魚津市青柳 - 横枕・六郎丸）
- 白倉トンネル（魚津市鹿熊）
- 立山大橋（中新川郡立山町芦峅寺 - 富山市本宮）
- 池原隧道（富山市寺家）

### 重複区間
- 富山県道14号黒部宇奈月線（富山県黒部市宇奈月町下立）
- 富山県道125号福平石田線（富山県黒部市尾山 - 富山県黒部市内生谷）
- 富山県道126号福平経田線（富山県魚津市黒沢 - 富山県魚津市長引野／富山県魚津市小川寺）
- 富山県道128号阿弥陀堂魚津停車場線（富山県魚津市長引野／富山県魚津市小川寺 - 富山県魚津市青柳）
- 富山県道52号島尻魚津インター線（富山県魚津市石垣新 - 富山県魚津市石垣）
- 富山県道320号古鹿熊滑川線（富山県魚津市大熊 - 富山県魚津市鹿熊）
- 富山県道141号虎谷大榎線（富山県魚津市鹿熊 - 富山県魚津市鉢）
- 富山県道46号上市北馬場線（富山県中新川郡上市町折戸 - 富山県中新川郡上市町稲村）
- 富山県道6号富山立山公園線（富山県中新川郡立山町芦峅寺）
- 富山県道43号富山上滝立山線（富山県富山市原 - 富山県富山市大山上野）
- 富山県道184号河内花崎線（富山県富山市文珠寺）
- 富山県道183号大沢野大山線（富山県富山市東福沢）
- 富山県道65号富山大沢野線（富山県富山市坂本 - 富山県富山市笹津）

## 地理
立山町芦峅寺と富山市本宮との間に架けられた橋長401m（アーチ部は245m、高架部が156m。）の立山大橋は2000年（平成12年）2月に開催された『2000年とやま国体冬季大会』のメイン会場となった立山山麓スキー場へのアクセスルートとして建設された（完成当時は県道にある橋としては日本一の長さを誇っていた。）。

### 通過する自治体
- 黒部市
- 魚津市
- 滑川市
- 中新川郡
  - 上市町
  - 立山町
- 富山市

### 交差する道路
- 富山県道13号朝日宇奈月線
- 富山県道14号黒部宇奈月線
- 富山県道329号中山田家新線
- 富山県道125号福平石田線
- 富山県道126号福平経田線
- 富山県道128号阿弥陀堂魚津停車場線
- 富山県道330号小川寺木下新線
- 富山県道331号黒谷上村木線
- 富山県道132号三箇吉島線
- 富山県道52号島尻魚津インター線
- 富山県道332号大海寺新本町線
- 富山県道136号坪野湯上線
- 富山県道33号金山谷田方町線
- 富山県道320号古鹿熊滑川線
- 富山県道141号虎谷大榎線
- 富山県道51号蓑輪滑川インター線
- 富山県道333号剣岳公園線
- 富山県道46号上市北馬場線
- 富山県道154号西種極楽寺線
- 富山県道152号大岩神明町線
- 富山県道158号女川谷口線
- 富山県道166号谷口沢新線
- 富山県道168号小又下段線
- 富山県道6号富山立山公園線
- 富山県道43号富山上滝立山線
- 富山県道184号河内花崎線
- 富山県道183号大沢野大山線
- 富山県道187号荒屋敷月岡町線
- 富山県道65号富山大沢野線
- 国道41号

### 沿線にある施設など
- 旧・黒部市立宇奈月中学校
- 道の駅うなづき
- くろべ牧場まきばの風
- 心蓮坊、光学坊、蓮蔵坊（千光寺の後継）
- 旧・天神山温泉
- 魚津歴史民俗博物館
- 天神山城跡
- タワーパートナーズ セミコンダクター本社工場
- 旧・大谷温泉
- 旧・坪野鉱泉
- 北山鉱泉
- 角川ダム
- 松倉城跡
- みのわテニス村
- 上市川ダム
- おおかみこどもの花の家
- 日石寺
- 白岩川ダム
- 雄山神社祈願殿
- 富山県立山博物館
- 立山山麓スキー場
- 本宮駅
- 寺家公園
- 猿倉山森林公園